# Robert III de Dreux
Robert III de Dreux (anomenat "Gasteblé") (1185 - Braine 3 de mars de 1234) va ser comte de Dreux i de Braine. Era fill de Robert II, comte de Dreux, i de Iolanda de Coucy.
El 1212, lluità amb el seu germà Pere Mauclerc, sota les ordres de Lluís de França, fill de Felip II de França contra els anglesos. Va defensar la ciutat de Nantes, però va ser pres presoner durant una sortida. Després de la batalla de Bouvines, va ser intercanviat pel comte de Salisbury. Va participar en la croada albigesa i va assetjar Avinyó el 1226. Després de la mort de Lluís VIII, va ser un dels partidaris de la regent Blanca de Castella.
Es va casar al 1210 amb Elionor de Saint-Valery, senyora de Saint-Valery-sur-Somme, filla de Tomàs de Saint-Valery i d'Adala de Ponthieu. Van tenir diferents fills:
- Violant de Dreux, casada amb Hug IV, duc de Borgonya
- Joan I de Dreux, comte de Dreux
- Robert I de Beu, vescomte de Beu
- Pere, prior